# 中国民主促进会广西壮族自治区委员会
中国民主促进会广西壮族自治区委员会，简称民进广西壮族自治区委员会、民进广西区委会、广西民进，是中国民主促进会在广西壮族自治区的地方组织。